# Kenneth Anderson (Mediziner)
Kenneth C. „Ken“ Anderson ist ein Hämatologe und Onkologe an der Harvard Medical School und am Dana-Farber Cancer Institute.

## Leben und Wirken
Anderson erwarb 1977 an der Johns Hopkins University den M.D. als Abschluss des Medizinstudiums. Am John’s Hopkins Hospital absolvierte er seine Ausbildung in Innerer Medizin (Facharztanerkennung 1980) und am Dana-Farber Cancer Institute in Hämatologie, Onkologie und Tumorimmunologie. Er ist (Stand 2020) Professor für Innere Medizin an der Harvard Medical School und Direktor zweier Institute am Dana-Farber Cancer Institute.
Er befasst sich wissenschaftlich mit Knochenmarkstransplantationen und vor allem mit dem Multiplem Myelom, für das er Labor- und Tiermodelle entwickelte und für das er neue Therapieprinzipien identifizierte und diese in klinischen Studien testete. Anderson ist seit 2007 Herausgeber von Clinical Cancer Research, einer wissenschaftlichen Fachzeitschrift der American Association for Cancer Research (AACR).
2010 wurde Anderson als Mitglied in das Institute of Medicine (heute National Academy of Medicine) gewählt. 2012 erhielt er gemeinsam mit Julian Adams, Paul G. Richardson und Fred Goldberg „für die Entdeckung, präklinische und klinische Entwicklung von Bortezomib bis zur Zulassung durch die Food and Drug Administration und für die Behandlung von Patienten mit Multiplem Myelom“ den Warren Alpert Foundation Prize. Weitere Ehrungen umfassen den Joseph H. Burchenal Award for Clinical Research der AACR (2007), den William Dameshek Prize for Outstanding Contributions to Hematology der American Society of Hematology (ASH, 2008) und den David A. Karnofsky Award der American Society of Clinical Oncology (ASCO, 2011). 2015 wurde Anderson zum Fellow der AACR gewählt, 2018 zum Fellow der ASCO. 2017 war er Präsident der ASH. 2009 erhielt Anderson ein Ehrendoktorat der Nationalen und Kapodistrias-Universität Athen.